# Eremophygus leo
Eremophygus leo är en skalbaggsart som beskrevs av Gutierrez 1951. Eremophygus leo ingår i släktet Eremophygus och familjen Rutelidae. Inga underarter finns listade i Catalogue of Life.